# Anno II

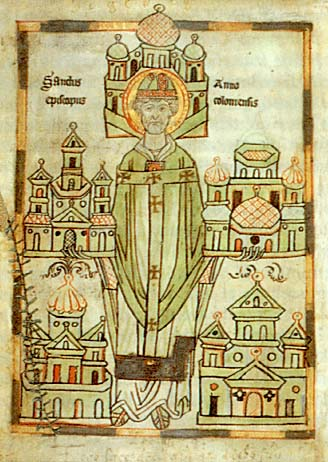
Anno II

Anno II (även Anno av Köln), född cirka 1010, död 1075, var ärkebiskop av Köln från 1056 till sin död. Tillsammans med Adalbert av Bremen var han sin tids främste tyska kyrkoledare.
Anno kanoniserades 1183 av påven Lucius III.